# North America’s Forgotten Past
North America’s Forgotten Past (gelegentlich auch First North Americans, in den deutschsprachigen Ausgaben nicht übersetzt) ist eine Buchreihe historischer Romane, die von Tor Books und Forge veröffentlicht und vom Ehepaar W. Michael Gear und Kathleen O’Neal Gear geschrieben wurde. Die Reihe, die 1990 mit Im Zeichen des Wolfes begann, untersucht verschiedene Zivilisationen und Kulturen im prähistorischen Nordamerika. Sie ist vergleichbar mit der Reihe Kinder der Erde von Jean M. Auel, die im prähistorischen Europa spielt, aber jedes ihrer Bücher konzentriert sich auf einen anderen Zeitraum, Ort und Protagonisten.
Die ersten vier Romane bilden eine zusammenhängende, mehr oder weniger lineare Erzählung aus der anfänglichen Migration von Sibiriern um 13.000 v. Chr. in das heutige Kanada und Alaska bis zum Aufblühen der halbstädtischen Hügelbaukultur in Mississippi, die als „Hochwassermarke“ der nordamerikanischen präkolumbianischen Zivilisation gilt, um 1000 n. Chr. Die verbleibenden Romane decken eine Vielzahl von Zeiten und Schauplätzen ab, die meisten mit eigenständigen Geschichten in keiner bestimmten Reihenfolge, angefangen vom tropischen Florida im 6. Jahrtausend v. Chr. Bis zum Reich der Chaco-Canyon-Kultur im heutigen Chaco Culture National Historical Park im 13. Jahrhundert n. Chr. Die Romane berücksichtigen neue Entwicklungen in der nordamerikanischen Archäologie wie die Entdeckung des Kennewick-Manns und die Entwicklung des Küstenroutenmodells als mögliche Alternative oder Ergänzung zur Überlandmigration von Beringia aus.
Die Romane haben im Allgemeinen einen in der Neuzeit angesiedelten Prolog, in dem Archäologen oder andere antike Artefakte und andere Überreste der prähistorischen nordamerikanischen Zivilisation entdecken. Der Hauptteil der Romane beschreibt dann das individuelle Leben derer, die die Artefakte zurückgelassen haben. Obwohl die Romane allgemein für ihre Genauigkeit und Liebe zum Detail bekannt sind (beide Autoren sind professionelle Archäologen), enthalten sie normalerweise mystische Elemente, die sich auf schamanistische Visionen konzentrieren. Protagonisten früher Romane erscheinen in späteren Bänden manchmal als Personen in Träumen der Protagonisten des aktuellen Romans oder Legendenfiguren.
Laut der Website der Autoren werden künftige Titel der Reihe Romane enthalten, die sich mit dem pazifischen Nordwesten in British Columbia befassen; den Hochkulturen des Südostens, einschließlich Moundville, Alabama, und den Etowah Indian Mounds, Georgia, einer archäologischen Fundstätte; der Hohokam-Kultur im Süden von Arizona; die Mimbres-Kultur in New Mexico; und die Salado-Kultur am Salt River.

## Romane in der Reihenfolge der Veröffentlichung
- 1 People of the Wolf, Tor, 1990, ISBN 0-8125-2133-1
  - Im Zeichen des Wolfes, Zsolnay, 1991, Übersetzerin Dagmar Roth, ISBN 3-552-04324-1
- 2 People of the Fire, Tor, 1991, ISBN 0-8125-0739-8
  - Das Volk des Feuers, Zsolnay, 1992, Übersetzerin Dagmar Roth, ISBN 3-552-04403-5
- 3 People of the Earth, Tor, 1992, ISBN 0-8125-0742-8
  - Das Volk der Erde, Zsolnay, 1993, Übersetzerin Dagmar Roth, ISBN 3-552-04528-7
- 4 People of the River, Tor, 1992, ISBN 0-312-85235-5
  - Das Volk vom Fluss, Zsolnay, 1994, Übersetzerin Dagmar Roth, ISBN 3-552-04622-4
- 5 People of the Sea, Forge, 1993, ISBN 0-312-93122-0
  - Das Volk an der Küste, Zsolnay, 1995, Übersetzerin Barbara Ostrop, ISBN 3-552-04719-0
- 6 People of the Lakes, Forge, 1994, ISBN 0-312-85722-5
  - Das Volk an den Seen, Heyne, 1997, Übersetzer  Wolfdietrich Müller und Fred Schmitz, ISBN 3-453-12343-3
- 7 People of the Lightning, Forge, 1995, ISBN 0-312-85852-3
- 8 People of the Silence, Forge, 1996, ISBN 0-312-85853-1
  - Das Volk der Stille, Heyne, 1998, ISBN 3-453-14301-9
- 9 People of the Mist, Forge, 1997, ISBN 0-312-85854-X
  - Das Volk des Nebel, Heyne allgemeine Reihe #13557, 2003, Übersetzer Fred Schmitz, ISBN 3-453-21203-7
- 10 People of the Masks, Forge, 1998, ISBN 0-312-85857-4
  - Das Volk der Masken, Heyne allgemeine Reihe #13305, 2001, Übersetzerin Christine Roth, ISBN 3-453-18915-9
- 11 People of the Owl, Forge, 2003, ISBN 0-312-87741-2
- 12 People of the Raven, Forge, 2004, ISBN 0-7653-0855-X
- 13 People of the Moon, Forge, 2005, ISBN 0-7653-0856-8
- 14 People of the Nightland, Forge, 2007, ISBN 0-7653-1440-1
- 15 People of the Weeping Eye, Forge, 2008, ISBN 978-0-7653-1438-3
- 16 People of the Thunder, Forge, 2009, ISBN 978-0-7653-1439-0
- 17 People of the Songtrail, Tor, 2015, ISBN 978-0-7653-3725-2

### People of Cahokia
- 1 People of the Morning Star, Tor, 2014, ISBN 978-0-7653-3724-5
- 2 Sun Born, Tor, 2016, ISBN 978-0-7653-8061-6
- 3 Moon Hunt, Forge, 2017, ISBN 978-0-7653-8059-3
- 4 Star Path, Forge, 2019, ISBN 978-1-250-17615-8

### People of the Longhouse
- 1 People of the Longhouse, Forge, 2010, ISBN 978-0-7653-2016-2
- 2 The Dawn Country, Forge, 2011, ISBN 978-0-7653-2017-9
- 3 The Broken Land, Tor, 2012, ISBN 978-0-7653-2694-2
- 4 People of the Black Sun, Tor, 2012, ISBN 978-0-7653-2695-9

## Romane in chronologischer Reihenfolge
| Titel                                                                            | Zeitraum       | Kurzbeschreibung |
| -------------------------------------------------------------------------------- | -------------- | --- |
| Im Zeichen des Wolfes                                                            | 13.000 v. Chr. | Die anfängliche Migration sibirischer Jäger über Beringia nach Alaska |
| People of the Nightland                                                          | 13.000 v. Chr. | Das Abschmelzen der Gletscher im Süden von Ontario |
| People of the Raven                                                              | 9.000 v. Chr.  | Eine spekulative fiktive Darstellung des Kennewick-Manns, einem offensichtlichen kaukasischen Mann, der im pazifischen Nordwesten lebte.                                                                      |
| Das Volk an der Küste                                                            | 8.000 v. Chr.  | Die anfängliche Entwicklung der Kultur der amerikanischen Ureinwohner in Kalifornien als Folge der Klimaerwärmung                                                                                             |
| Das Volk des Feuers                                                              | 8.000 v. Chr.  | Der Übergang der Kultur der amerikanischen Ureinwohner von Paläoindianer hin zur archaischen Periode in Nordamerika infolge der plötzlichen Klimaerwärmung in den High Plains und der Western Rockies Region. |
| People of the Lightning                                                          | 7.000 v. Chr.  | Die Schwierigkeiten eines Albino-Jugendlichen in der archaischen Zeit im frühen archaischen Florida. |
| Das Volk der Erde                                                                | 5.000 v. Chr.  | Plains and Basins Regionen. |
| People of the Owl                                                                | 1.500 v. Chr.  | Die präkolumbianische Kultur am Poverty Point im unteren Mississippi-Tal. |
| Das Volk an den Seen                                                             | 100 n. Chr.    | Die Reise einer Gruppe von Hopewell-Indianern über die Großen Seen. |
| People of the Songtrail                                                          | 980 n. Chr.    | Der erste Kontakt zwischen Skrälingern und Wikingern. |
| Das Volk der Masken                                                              | 1.000 n. Chr.  | Irokesen-Kultur der Woodland-Periode. |
| Das Volk vom Fluss                                                               | 1.080 n. Chr.  | Das Hügelbauimperium Cahokia am Mississippi. |
| People of the Morning Star Sun Born Moon Hunt Star Path                          | 1.100 n. Chr.  | Eine Tetralogie im Cahokia-Reich |
| Das Volk der Stille                                                              | 1.130 n. Chr.  | Der Niedergang des Chaco-Imperiums im Südwesten |
| People of the Moon                                                               | 1.150 n. Chr.  | Der Zusammenbruch der Grenze des Chaco-Imperiums aus der subjektiven Sicht eines Menschen im heutigen südlichen Colorado                                                                                      |
| Das Volk des Nebel                                                               | 1.200 n. Chr.  | Ein Krimi unter den algonquianischen Völkern in der Region an der Chesapeake Bay |
| People of the Weeping Eye People of the Thunder                                  | 1.200 n. Chr.  | Die Hügelbaukultur um Moundville, Alabama |
| People of the Longhouse The Dawn Country The Broken Land People of the Black Sun | 1.400 n. Chr.  | Konflikt innerhalb der Stämme der Irokesen in New England und New York. |

## Inhaltsangaben

### Im Zeichen des Wolfes
Als erstes Buch der Reihe untersucht die Geschichte die Migration der ersten Menschen in das prähistorische Nordamerika. Die Handlung dreht sich um einen Mann und eine Frau, die erwägen, ein Kind zu bekommen. In einem weiteren Handlungsstrang verfolgt eine Gruppe sibirischer Jäger während der letzten Eiszeit Wild in Beringia. Angespornt durch eine Vision, die er während einer Jagd hatte, führt ein junger Stammesangehöriger namens „Der im Licht läuft“, später „Wolfsträumer“ genannt, eine Handvoll Stammesangehörige gegen den Willen des Stammesschamanen „Krähenrufer“ nach Süden in das Yukon-Tal, das im heutigen Kanada und dem pazifische Nordwesten liegt.

### Das Volk des Feuers
Dieses Buch beschreibt den Übergang der Kultur der amerikanischen Ureinwohner von Paläoindianer hin zur archaischen Periode in Nordamerika infolge der plötzlichen Klimaerwärmung in den High Plains und der Western Rockies Region.
Inmitten katastrophaler Klimaveränderungen kämpfen die Stämme Red Hand und Short Buffalo ums Überleben und gegeneinander. Um in der sich verändernden Welt zu überleben, müssen sie sich auch verändern, aber dazu brauchen sie die Führung eines neuen Dreamers, und Red Hands heiliges Wolf Bundle muss erneuert werden.

### Das Volk an der Küste
Das Buchbehandelt die anfängliche Entwicklung der kalifornischen Kultur der amerikanischen Ureinwohner und das bevorstehende Aussterben von Mammuts und Mastodons infolge der Klimaerwärmung.

### Das Volk an den Seen
Der Titel bezieht sich auf den Ort und die Art der im Buch dargestellten Eingeborenen gemäß der Namenskonvention, die in früheren Büchern der Reihe festgelegt wurde.
Das Buch spielt auf dem nordamerikanischen Kontinent während der Eisenzeit (ca. 100 n. Chr.) Und folgt der Notlage einer Gruppe indigener Völker Amerikas, die versuchen zu ihren Clan vor einem großen Übel und vor einem rivalisierenden Clan zu retten. Der Clan, der um eine mächtige Totemmaske kämpft, hat die Moundbuilder der Region um die Großen Seen an den Rand der Zerstörung gebracht.
Es ist an Star Shell, der Tochter eines Hopewell-Häuptlings, ihr Volk von diesem Fluch zu befreien. Zusammen mit ihren Gefährten: Otter, ein Händler; Pearl, ein Ausreißer; und Green Spider, entweder Prophet oder Verrückter, trotzt dem stürmischen Wasser der Seen, um den majestätischen Wasserfall zu erreichen, der als Roaring Water bekannt ist. Sie ist entschlossen, die Maske für immer in ein wässriges Grab zu verbannen. Aber rachsüchtige Clanmitglieder sind ihr auf den Fersen und haben ein ähnliches Schicksal für sie geplant.

### People of the Moon
Sie wurden Chaco Anasazi genannt. Sie bauten zehn Meter breite Straßen, die kilometerlange Berge und Mesas überquerten, und errichteten fünfstöckige Gebäude mit mehr als achthundert Zimmern. Ihre Priester und Krieger herrschten über die eroberten Bevölkerungsgruppen des Chaco Canyon über ein ausgedehntes System von Signaltürmen. Nachrichten konnten leicht, Tag oder Nacht, über weite Entfernungen gesendet werden, und Krieger konnten dann einmgeteilt werden, um jede Rebellion innerhalb von Stunden nach Beginn eines Aufstands zu unterdrücken. Die Anasazi glaubten, ihr Schicksal sei auf den Pfaden von Mond, Sonne und Sternen verzeichnet. Der junge Ripple hatte keine Lust, Träumer zu werden, aber als Cold Bringing Woman, die Göttin des Winters, in seinem Hochgebirgslager auftaucht, schickt sie ihn auf eine gefährliche Suche, um die verhassten Chacoans zu zerstören. Ripple wird sich der Aufgabe nicht alleine stellen. Er wird von seinen treuen Freunden unterstützt: Wrapped Wrist, short Lothario, der Liebe in den Armen einer verbotenen Kriegerin findet: Spots, die von Geburt an vernarbt ist und die die erschreckende Hexe Nightshade auf ihrem gefährlichen Weg begleiten müssen, um sich Blessed Sun zu stellen; und Bad Cast, dem einfachen Familienvater, der sich mit dem ausgestoßenen Kriegshäuptling Ironwood zusammengetan hat, um sein Volk zu befreien. Aber der gesegnete Chacoan Sun Webworm und seine Dragonfly Clan-Matronen werden keinen Aufstand dulden.
Als Vergeltung beginnen Kriegschef Leather Hand und seine Krieger eine Terrorkampagne, die so grausam ist, dass sie in den Annalen der Vorgeschichte ihresgleichen sucht. Es kommt alles zu einem Höhepunkt auf dem Berg, den wir heute als Chimney Rock kennen.

#### Hauptcharaktere
Little Dancer/Fire Dancer: Ein junger Mann der Red Hand, der in einem Dorf der Short Buffalo People aufgewachsen ist, bemüht sich, seine aufkommende schamanische Kraft zu verstehen und in den Griff zu bekommen. Er wird später ein Fire Dancer, nachdem die Kraft in voller Blüte steht.
Two Smokes: Ein alternder Two-Spirit, der hilft, Little Dancer aufzuziehen, während er versucht, angesichts der schwindenden Anzahl von Büffeln eine neue Nahrungsquelle zu finden.
Elk Charm: Der Schwarm von Little Dancer, verlässt das Lager der Red Hand, nachdem sie ihre erste Menstruation gehabt hat, aus Angst vor einem Hinterhalt und einer Vergewaltigung durch Blood Bear.
Tanager: Eine unabhängig denkende Kriegerin der Red Hand, die im Kampf erstaunlich geschickt ist. Sie ist bekannt für ihre Fähigkeit, Männern zu entkommen, fliegenden Kriegspfeilen (Speeren, die mit Hilfe eines Atlatl abgefeuert wurden) und dank ihrer Wildheit im Kampf auszuweichen.
Blood Bear: Wilder Kriegsführer der Red Hand, der Hüter des Wolf Bundle wird, nachdem er es vom Volk der Short Buffalo People zurückgefordert hat, aber privat keinen Respekt vor dem heiligen Objekt zeigt. Er soll der leibliche Vater von Little Dancer sein.
Heavy Beaver: Häuptling des Stammes der Short Buffalo, der falsche Träume benutzt, um Macht für sich selbst zu erlangen. Heavy Beaver leidet stark unter einem Ödipus-Komplex, der sich bemüht, in Erinnerung an seine tote Mutter seinen Wert zu beweisen.
White Calf: Die alte Medizinfrau, die Little Dancer lehrt, seine Träume zu nutzen.